# Åse Öjbro

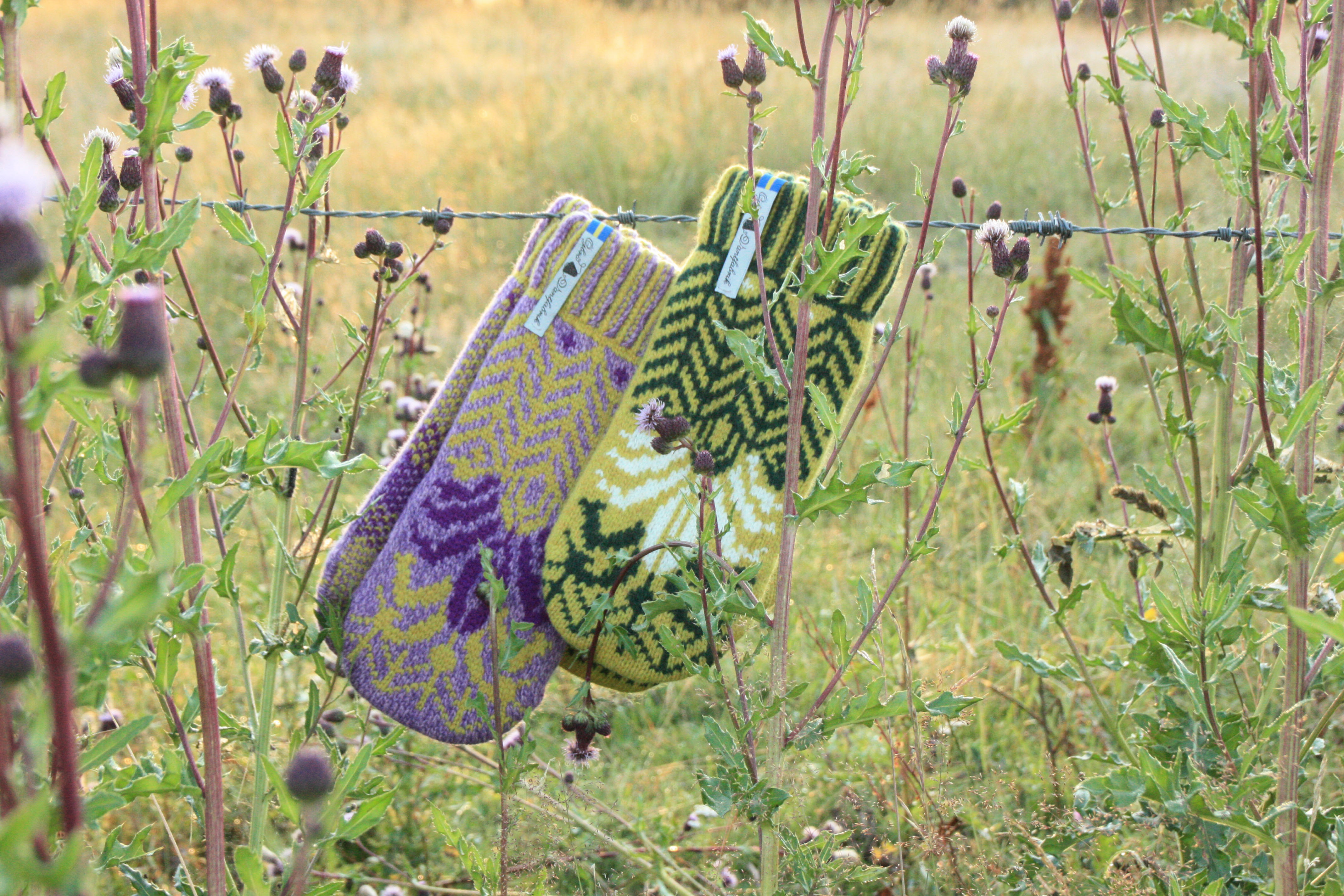

Åse Öjbro, född 1959 i Masthugget, Göteborg är en svensk designer och konstnär. Åse Öjbro har igenom åren gjort sig känd för sin design av framförallt handskar och vantar, men även festväskor.
Festväskorna har uppmärksammats flertal gånger i press och media under Åse Öjbros egna varumärke Fancy Fanny.
Bland annat i samlngsverket "Väskor en passion" av Johanna Davidsson. Verket behandlar framstående designers inom mode väskor.
Åse Öjbro har även medverkat i Nationalmuseums utställning Härskarkonst år 2010.
Åse Öjbros produkter har ställs ut på bland annat Trendset i München och Creative i Salzburg. Hon ställer ut 2 gånger per år på den Svenska Formex mässan 

## Biografi
Åse Öjbro är utbildad på Valand och Stenebyskolan. Efter avslutad utbildning, startade hon 1985 det egna varumärket  FaFa Fancy Fanny  
Där skapade hon mönster i form av egen designade skinnhandskar och väskor 
Sedan 2014 har Åse Öjbro utvecklat nordiska sticktraditioner med egna mönster stickade  under varumärket Öjbro Vantfabrik. 
Mönstren används framförallt för egen producerade vantar,  sockar och koftor, i ull och företrädesvis i merinoull, men även för handdukar tillverkade hos Ekelunds.